# Bibliotheca Hagiographica Latina

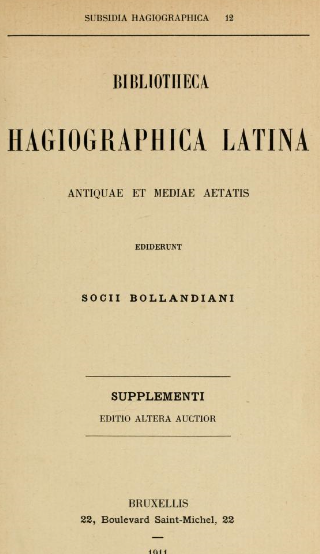
Portada de la edición de 1911 de la Bibliotheca Hagiographica Latina

La Bibliotheca Hagiographica Latina es un catálogo de materiales hagiográficos latinos, que incluye obras literarias antiguas sobre la vida de los santos, las traducciones de sus obras y sus milagros, ordenados alfabéticamente según sus nombres. Generalmente se abrevia como BHL en la literatura académica. Los listados incluyen manuscritos, incipits y ediciones impresas. La primera edición (1898-1901) y el suplemento (1911) fueron editados por los Bolandistas, que incluían al erudito jesuita Hippolyte Delehaye. El suplemento más reciente ha sido el producto de un solo editor, Henryk Fros. La «BHL», junto con la Bibliotheca Hagiographica Graeca (BHG) y la Bibliotheca Hagiographica Orientalis (BHO) son las herramientas más útiles en la búsqueda de documentos literarios relativos a los santos.

## Ediciones
- Bibliotheca hagiographica latina antiquae et mediae aetatis, Ed. Société des Bollandistes, Subsidia Hagiographica 6 (Bruselas: Société des Bollandistes, 1898-1901). Disponible en línea: vol. 1 y vol. 2 – vía Internet Archive.
- Bibliotheca hagiographica latina antiquae et mediae aetatis. Supplementi editio altera auctior, ed. Société des Bollandistes, Subsidia Hagiographica 12 (Bruselas: Société des Bollandistes, 1911). Disponible en línea – vía Internet Archive.
- Bibliotheca hagiographica latina antiquae et mediae aetatis. Novum Supplementum, ed. Henryk Fros, Subsidia Hagiographica 70 (Bruselas: Société des Bollandistes, 1986).